# Splot (teoria grup)
Splot lub produkt splotowy – szczególny rodzaj produktu grup opartego na produkcie półprostym. Splot jest ważnym narzędziem ułatwiającym klasyfikację grup permutacji i konstrukcję interesujących przykładów grup.

## Konstrukcja
Niech {\displaystyle H} i {\displaystyle K} będą grupami działającymi odpowiednio na zbiorach {\displaystyle X} oraz {\displaystyle Y.} Dla {\displaystyle h\in H,\ y\in Y} oraz {\displaystyle k\in K} definiuje się następujące permutacje {\displaystyle h_{\mathrm {y} }} oraz {\displaystyle k^{\star }} zbioru {\displaystyle Z=X\times Y{:}}
{\displaystyle h_{\mathrm {y} }\colon {\begin{cases}(\mathrm {x} ,\mathrm {y} )\mapsto (h\cdot \mathrm {x} ,\mathrm {y} ),\\(\mathrm {x} ,{\hat {\mathrm {y} }})\mapsto (\mathrm {x} ,{\hat {\mathrm {y} }}){\text{ dla }}{\hat {\mathrm {y} }}\neq \mathrm {y} \end{cases}}}
oraz
{\displaystyle k^{\star }\colon (\mathrm {x} ,\mathrm {y} )\mapsto (\mathrm {x} ,k\cdot \mathrm {y} ).}
Ponieważ {\displaystyle \left(h^{-1}\right)_{\mathrm {y} }=\left(h_{\mathrm {y} }\right)^{-1}} oraz {\displaystyle \left(k^{-1}\right)^{\star }=\left(k^{\star }\right)^{-1},} to {\displaystyle h_{\mathrm {y} }} oraz {\displaystyle k^{\star }} istotnie są permutacjami, przez co są dobrze określone. Funkcje {\displaystyle h\mapsto h_{\mathrm {y} }} przy ustalonym {\displaystyle \mathrm {y} \in Y} oraz {\displaystyle k\mapsto k^{\star }} są monomorfizmami odpowiednio grup {\displaystyle H} oraz {\displaystyle K} w grupę {\displaystyle \operatorname {Sym} (Z)} o obrazach odpowiednio {\displaystyle H_{\mathrm {y} }} oraz {\displaystyle K^{\star }.}
Splotem lub produktem splotowym grup {\displaystyle H} oraz {\displaystyle K} nazywa się grupę permutacji na {\displaystyle Z} generowaną przez {\displaystyle K^{\star }} i grupy {\displaystyle H_{\mathrm {y} }} dla wszystkich {\displaystyle \mathrm {y} \in Y.} W zapisie symbolicznym
{\displaystyle H\wr K=\langle H_{\mathrm {y} },K^{\star }\colon \mathrm {y} \in Y\rangle .}
Ponieważ {\displaystyle k^{\star }h_{\mathrm {y} }\left(k^{\star }\right)^{-1}} przekształca {\displaystyle (\mathrm {x} ,k\cdot \mathrm {y} )} w element {\displaystyle (h\cdot \mathrm {x} ,k\cdot \mathrm {y} )} i nie porusza {\displaystyle ({\hat {\mathrm {x} }},{\hat {\mathrm {y} }}),} o ile {\displaystyle {\hat {\mathrm {y} }}\neq k\cdot \mathrm {y} ,} to z definicji jest
|  |  | {\displaystyle k^{\star }h_{\mathrm {y} }\left(k^{\star }\right)^{-1}=h_{k\cdot \mathrm {y} }} oraz {\displaystyle k^{\star }H_{\mathrm {y} }\left(k^{\star }\right)^{-1}=H_{k\cdot \mathrm {y} }.} |  | (1) |

Ponadto jeśli {\displaystyle \mathrm {y} \neq {\hat {\mathrm {y} }},} to permutacje {\displaystyle h_{\mathrm {y} }} i {\displaystyle h_{\hat {\mathrm {y} }}} nie mogą poruszyć tego samego elementu {\displaystyle Z.} Wynika stąd, że grupy {\displaystyle H_{\mathrm {y} }} generują swój iloczyn prosty {\displaystyle B} nazywany zwykle nośnikiem (ang. base group) splotu:
{\displaystyle B=\bigoplus _{\mathrm {y} \in Y}H_{\mathrm {y} }.}
Zgodnie z (1) sprzężenie elementem {\displaystyle k^{\star }\in K^{\star }} permutuje składniki proste {\displaystyle H_{\mathrm {y} }} dokładnie w ten sam sposób, co {\displaystyle k} elementy {\displaystyle Y.} Skoro elementy {\displaystyle K^{\star }} oraz {\displaystyle B} nie mogą poruszać tego samego elementu {\displaystyle Z,} to grupa {\displaystyle K^{\star }\cap B} musi być trywialna. Ponieważ {\displaystyle B\triangleleft W} oraz {\displaystyle W=K^{\star }B,} to {\displaystyle W} jest iloczynem półprostym {\displaystyle B} przez {\displaystyle K^{\star },} w którym automorfizm {\displaystyle B} wyznaczany przez element {\displaystyle K^{\star }} zadany jest wzorem (1). Dla uproszczenia notacji utożsamia się zwykle element {\displaystyle k^{\star }} z elementem {\displaystyle k,} czyli przyjmuje {\displaystyle K=K^{\star }.}

## Własności
- Jeśli {\displaystyle H} oraz {\displaystyle K} działają w sposób przechodni, to również {\displaystyle H\wr K} działa w ten sposób.
- Niech {\displaystyle L} będzie grupą permutacji zbioru {\displaystyle U,} zaś {\displaystyle f\colon (X\times Y)\times U\to X\times (Y\times U)} będzie bijekcją odwzorowującą {\displaystyle {\Big (}(\mathrm {x} ,\mathrm {y} ),\mathrm {u} {\Big )}\mapsto {\Big (}\mathrm {x} ,(\mathrm {y} ,\mathrm {u} ){\Big )},} a {\displaystyle \varphi } funkcją {\displaystyle g\mapsto f\left(g\cdot f^{-1}\right),} tzn. dla dowolnego {\displaystyle \mathrm {y} \in Y} zachodzi {\displaystyle g\cdot \mathrm {y} \mapsto f{\Big (}g\cdot f^{-1}(\mathrm {y} ){\Big )}.} Wówczas {\displaystyle (\varphi ,f)} ustanawia podobieństwo {\displaystyle (H\wr K)\wr L} oraz {\displaystyle H\wr (K\wr L).} Innymi słowy splot jest działaniem łącznym względem podobieństwa grup.

## Uogólnienia
Niech {\displaystyle N} oraz {\displaystyle G} będą dowolnymi grupami. Niech dla każdego {\displaystyle x\in G} symbol {\displaystyle N_{x}} oznacza grupę izomorficzną z {\displaystyle N} poprzez przekształcenie {\displaystyle a\mapsto a_{x}.} Niech
{\displaystyle B=\prod _{x\in G}N_{x}}
będzie iloczynem kartezjańskim, zaś dla {\displaystyle b\in B} oraz {\displaystyle g\in G} niech działanie {\displaystyle g\cdot b} dane będzie wzorem
{\displaystyle (g\cdot b)_{x}=b_{g^{-1}x}.}
Powyższe działanie {\displaystyle G} na {\displaystyle B} zadaje iloczyn półprosty {\displaystyle W=G\ltimes B,} który nazywa się standardowym zupełnym splotem {\displaystyle N\ {\bar {\wr }}\ B,} przy czym {\displaystyle B} nazywa się nośnikiem (ang. base group).